# أوليفر دريك
أوليفر دريك (بالإنجليزية: Oliver Drake)‏ هو صانع أفلام وكاتب سيناريو ومخرج مساعد ومنتج أفلام ومخرج وممثل أمريكي، ولد في 28 مايو 1903 في الولايات المتحدة، وتوفي بنفس المكان في 19 أغسطس 1991.

## وصلات خارجية
- أوليفر دريك على موقع IMDb (الإنجليزية)
- أوليفر دريك على موقع ألو سيني (الفرنسية)
- أوليفر دريك على موقع أول موفي (الإنجليزية)
- أوليفر دريك على موقع قاعدة بيانات الأفلام السويدية (السويدية)
- أوليفر دريك على موقع قاعدة بيانات الفيلم (الإنجليزية)
- أوليفر دريك على موقع كينوبويسك (الروسية)